# Диоцез Роскилле

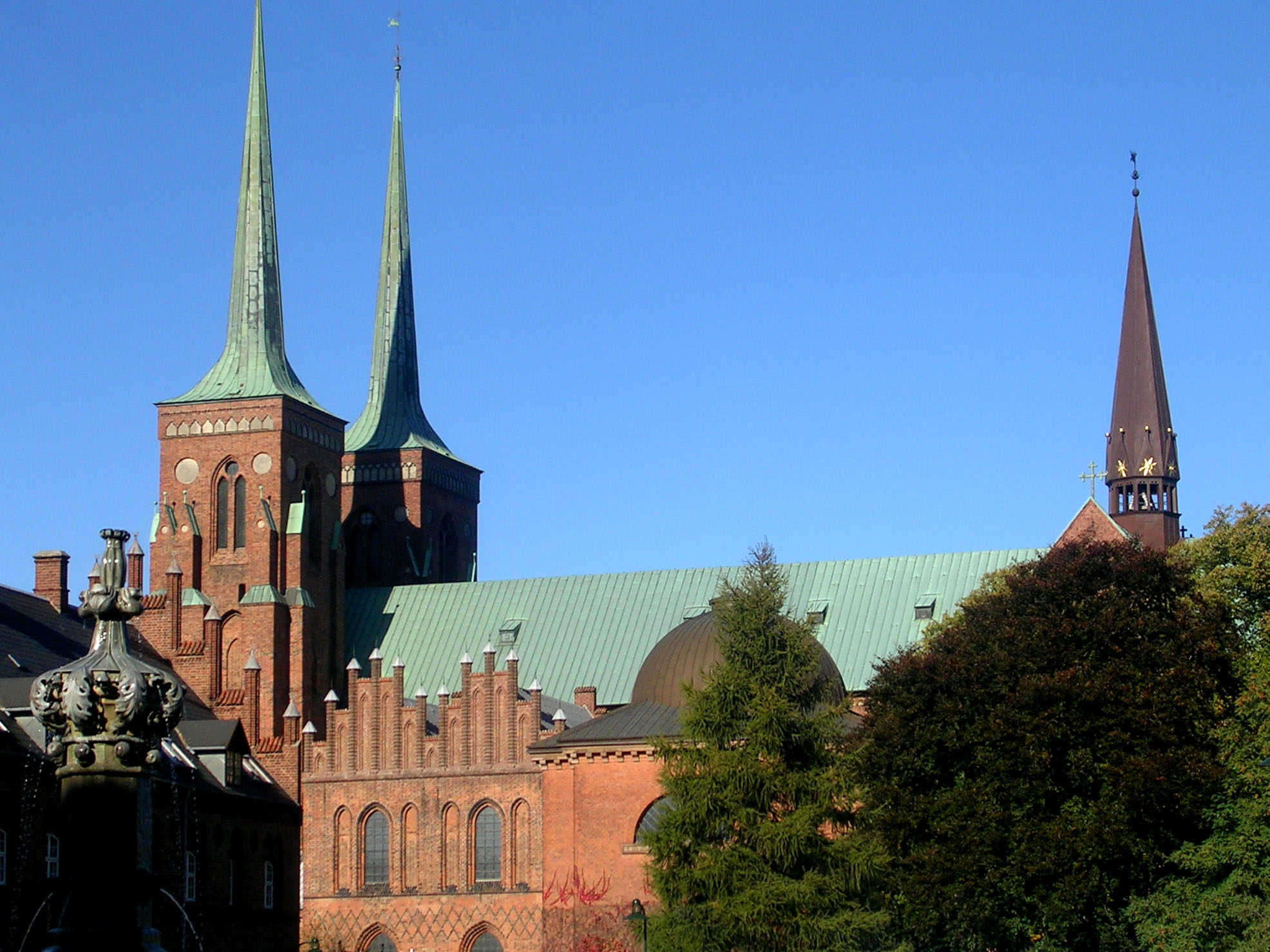
Собор Роскилле

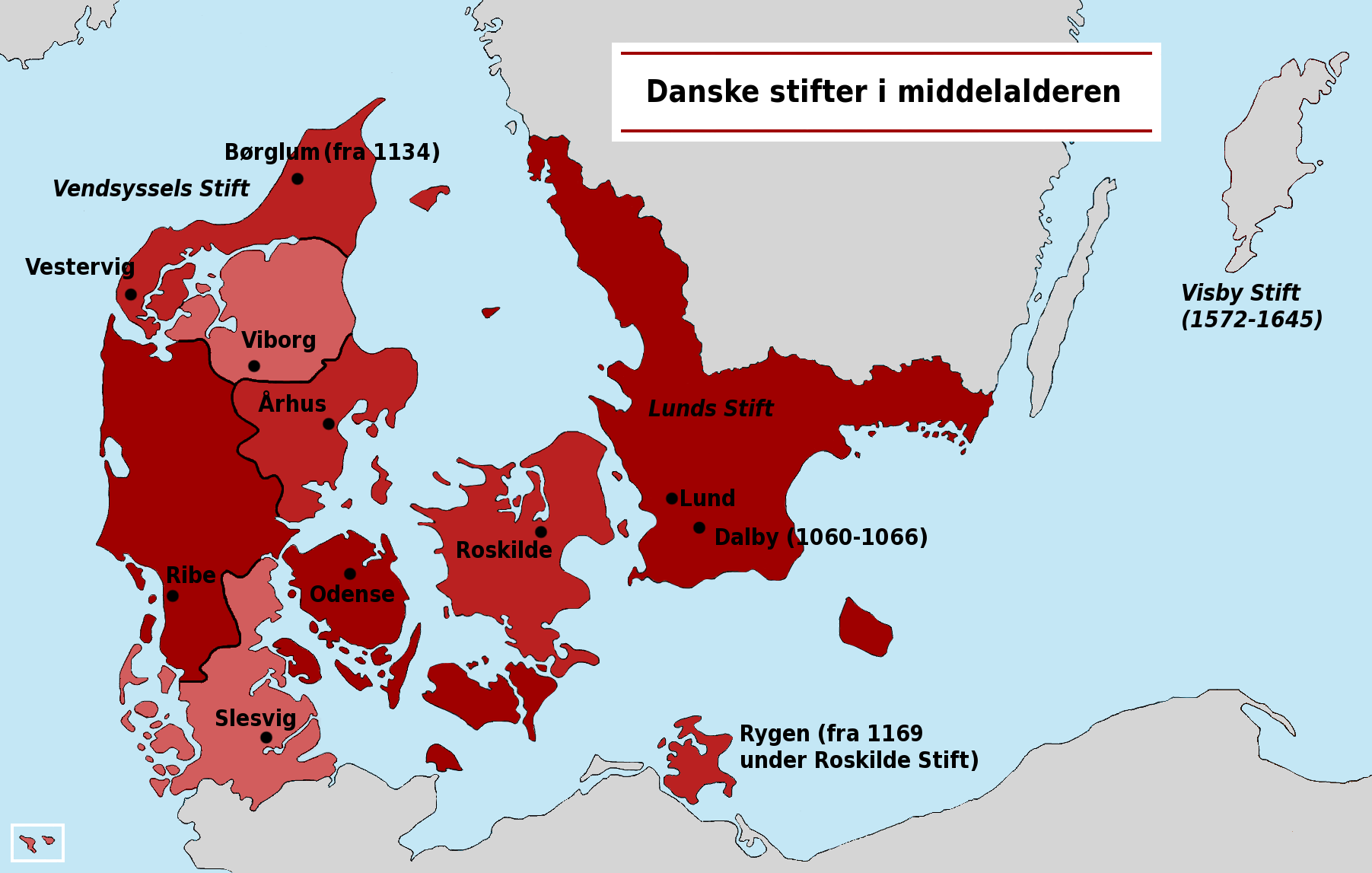
Диоцезы Дании в Средневековье

Диоцез Роскилле (дат. Roskildes Stift) — один из десяти диоцезов Церкви Дании. Был сформирован в 1922 году, когда диоцез Зеландии был разделён на диоцез Копенгагена и диоцез Роскилле. По данным 2016 года прихожанами являются 79,4% населения диоцеза.
Кафедральным собором диоцеза является Собор Роскилле.

## Епископы
- 1923—1934 Хенри Фоннесбех-Вульф
- 1935—1953 Аксель Розендаль
- 1953—1969 Худмунд Шёлер
- 1969—1980 Ханс Квист
- 1980—1997 Бертиль Виберг
- 1997—2008 Ян Линдхардт
- 2008—н. в. Петер Фишер-Мёллер